# Lars Dilling
Lars Dilling, född den 26 januari 1848 i Moss, död den 16 december 1887 i Berlin, var en norsk författare.
Dilling var på sin tid mycket omtyckt för sina humoristiska men ganska sentimentala skisser och noveller, Hverdagmennesker (1876), Gjennem lorgnetten (1882-1884, svensk översättning 1883-1885) och I kupén (1886, svensk översättning samma år). En samlad upplaga av hans arbeten utkom 1895-1897.